# Оружейный патрон
Патро́н (унитарный патрон, лат. unitas — «единство») — боевой припас огнестрельного стрелкового и артиллерийских оружия, которым оружие заряжается, в том числе и в один приём (гильзовое заряжание).
Патроном могут быть артиллерийский выстрел или патрон, в котором снаряд (пуля, картечь или дробь), заряд пороха, воспламеняющий элемент (капсюль-воспламенитель) и, иногда, дополнительные элементы соединены в одно целое посредством гильзы. Термин «унитарный патрон» появился в XIX веке — в конструкцию более ранних патронов не входил капсюль, заряжавшийся отдельно. В современном казнозарядном стрелковом оружии применяются исключительно унитарные патроны.

## История
В ранних образцах огнестрельного оружия, заряжающегося с дула, отмеренный заряд пороха из берендейки или бумажного патрона засыпался в ствол, где уплотнялся пыжом из кожи, войлока или пакли при помощи шомпола; затем в ствол вкатывалась каменная или свинцовая пуля сферической формы и фиксировалась ещё одним пыжом, который предотвращал её неконтролируемое движение в стволе до момента выстрела. После этого следовало насыпать затравку пороха из пороховницы на полку, в которой имелось запальное отверстие, сообщавшееся с казёнником — задней частью полости ствола, в которой находился пороховой заряд — и только тогда оружие было готово к выстрелу.
Чтобы произвести выстрел, необходимо было воспламенить порох затравки. В самых старых образцах стрелкового оружия и в старинных пушках это выполнялось с помощью фитиля, который разжигался перед боем и тлел в его продолжении. В более поздних образцах затравка воспламенялась за счёт искры, возникающей вследствие удара кремня по стальному кресалу при срабатывании спускового механизма.
Некоторого повышения скорострельности удалось добиться благодаря изобретению в XVII веке патрона — комплекта для производства выстрела. Дозированные заряды пороха заранее расфасовывались в бумажные пакетики, к которым прикреплялись и пули. При заряжании ружья стрелок разрывал бумажную оболочку патрона, высыпал порох в ствол оружия, использовал бумагу в качестве пыжа и досылал сверху пулю. Регулярные русские воинские формирования — стрельцы — носили через плечо «берендейку» (прототип современного патронташа) — перевязь с висящими на шнурах деревянными пеналами, в которых хранились эти фасованные заряды и пули. Артиллерийские заряды также расфасовывались в бумажные или полотняные картузы (от фр. cartouche — «патрон»).
Появление патрона не освобождало стрелка от необходимости подсыпать затравку на полку, а затем поджигать её при производстве выстрела, что занимало значительную часть времени при заряжании. Поэтому, в частности, до изобретения унитарного патрона появление действительно скорострельного оружия было принципиально невозможно. Стрелок был избавлен от этой необходимости, когда в 1818 году англичанин Джозеф Эгг изобрел капсюль. Капсюль, представлявший собой медный колпачок с легковоспламеняющейся инициирующей смесью внутри, надевался отдельно на брандтрубку и при выстреле разбивался ударом курка. Применялись также бумажные пистоны.
Первым изобретателем унитарного патрона считается швейцарец Ж. С. Паули, который в 1812 году патентует фактически унитарный патрон центрального боя, опередив развитие стрелкового оружия на полвека, кроме того под данный патрон он создаёт казнозарядное ружьё; несмотря на преимущества данного патрона это изобретение осталось незамеченным и дальнейшее развитие унитарного патрона связана с именами фон Дрейзе, Лефоше (до этого работавших в мастерской Паули), Боксёра и Паттэ.
В 1827 году немецкий оружейный мастер Николай Дрейзе разработал патрон, в котором в одной бумажной гильзе объединялась пуля, порох и капсюль (точнее, пистон). Процесс изготовления предлагаемого Дрейзе патрона был следующим: в бумажную гильзу насыпали порох, затем вставляли сплошной, папковый цилиндр (шпигель), в нижнее основание которого впрессовывалась лепёшка ударного состава, а в верхнем делалось соответствующее форме пули углубление, и яйцевидную свинцовую пулю.
При спуске курка игла, составляющая часть замка, прокалывала заряд и лепёшку ударного состава, отчего последняя воспламенялась — происходил выстрел; при этом пыж пороховыми газами вжимался в нарезы ствола и, обжимая пулю, заставлял её принимать участие в своём вращении по нарезам. После австро-прусской кампании 1866 году, в ходе которой прусские войска, вооружённые игольчатыми ружьями, нанесли сокрушительное поражение австрийцам, в течение короткого времени все европейские страны перешли к унитарным патронам и ружьям, заряжающимся с казны.
Опыт боевого применения довольно скоро показал, что бумажные патроны портятся от сырости — лепёшки ударного состава отделяются от отсыревших доньев, что являлось причиной осечек, решением для чего были изобретённые ещё в середине XIX века металлические гильзы, но при существовавшем тогда уровне металлургии их производство представляло огромные технологические трудности.
Назначение унитарных металлических патронов состоит в достижении высокой скорострельности и устранении прорыва пороховых газов при выстреле. Металлическая гильза патрона должна, расширяясь, плотно прилегать к стенам патронника и переднему срезу (зеркалу) затвора, чтобы устранить прорыв газов через него, а после выстрела — принять первоначальные размеры, чтобы её извлечение из ствола происходило без затруднения.
Эти требования достигаются двумя способами, почему и металлические патроны разделяются на две категории: патроны с цельнотянутыми гильзами, и с составными.
В цельнотянутых гильзах боковые стенки и дно составляют одно целое, получаются они из кружка листовой латуни последовательными вытяжками.
Составные же гильзы свёртывались из тонкой листовой латуни в один или несколько оборотов, почему они и назывались в XIX веке «свёртными»; отдельное дно прочно окрылялось с боковыми стенками. При выстреле такая гильза немного развёртывается, и края её плотно прилегают к патроннику; после выстрела она легко извлекается, даже и при большом, в несколько точек, зазоре, тогда как цельнотянутые гильзы действуют исправно только при малом (не более ½ точки) зазоре. После придания гильзе надлежащей формы стенки её внутри покрываются лаком для предохранения металла от окисления, затем в дно гильзы может быть вставлен капсюль.
По месту расположения ударного состава патроны подразделяются на патроны кольцевого воспламенения, когда ударный состав впрессовывается внутрь гильзы по окружности её дна, и центрального огня, когда ударный состав заключается в капсюль и устанавливается в центре дна; все составные патроны — центрального огня. В патроне кольцевого воспламенения гильзы могут часто разрываться, так как при воспламенении ударного состава дно гильзы, где металл ослаблен двойным перегибом, подвергается наибольшему давлению газов.
4,2-линейный патрон к винтовке Бердана (1868—1891 годы), по конструкции типичный для своего времени, состоял из:
1. латунной гильзы бутылочной формы с кольцевым выступом у основания — закраиной, вдавленным дном и выступающей из него наковальней, о которую разбивается ударный состав капсюля и от основания которой внутрь гильзы ведут три отверстия для сообщения огня заряду ;
2. внутренней латунной чашки, вжимаемой внутрь гильзы для усиления дна, ослабленного перегибами металла для образования закраины;
3. капсюля — чашечки с лепёшкой ударного состава, прикрытого тонким оловянным кружком;
4. заряда ружейного пороха;
5. просальника — чашечки из льняной бумаги, наполненной стеарином или отжатым говяжьим салом, для смазки при выстреле канала ствола, отчего легче отстаёт нагар и не происходит свинцевание;
6. гладкой свинцовой пули, обёрнутой бумагой (белой — пехотные патроны, розовой — кавалерийские), 1 пульной обёрткой и вставленной в обжатое дульце.

Патрон более ранних 6-линейных винтовок системы Крнка (в 1869 году было решено переделать 6-линейные винтовки обр. 1856 и 1858 гг., приняв с целью лучшей обтюрации и упрощения устройства замка унитарный патрон с металлической гильзой) аналогичен вышеописанному — разница в том, что у гильзы дульце не обжато, а вся гильза сужается к переднему концу, пуля от пороха отделена бумажным кружком вместо просальника; в кольцевые желобки на боковой поверхности пули вкладывается воск.
К типу составных патронов относится патрон Боксера, употреблявшийся в Англии. Он состоит из гильзы, свёрнутой из листовой латуни в два оборота, задний конец гильзы загнут внутрь и вставлен в чашечку, которая вставляется в другую более прочную, латунную чашечку стенки с чашечками скрепляются с помощью бумажного пыжа со сквозным центральным каналом, вжимаемого в чашечку; в углубление пыжа изнутри вставляется открытый снизу латунный колпачок, прикрепляющий к дну чашечки железный кружок, за который захватывает экстрактор при выбрасывании гильзы; в открытый конец колпачка вставляется капсюль с наковальней, вырубленной из тонкой латунной пластинки; в гильзу насыпался порох, вставлялся просальник из воска; пуля свинцовая, штампованная с желобком близ дна, в который вдавливаются стенки гильзы; передняя часть гильзы обжимается вокруг пули.

## Артиллерийский выстрел
В XIX веке унитарные патроны применялись в артиллерийских орудиях практически всех калибров до 6 дюймов включительно. Так, существовали унитарные патроны для 37, 47 и 57 мм капонирных и береговых пушек системы Норденфельдта и 6-дюймовой скорострельных пушек системы Кане для сухопутной и морской артиллерии; предполагалось принять унитарный патрон и для полевых орудий.
Унитарный патрон к 57-мм капонирной пушке состоит из
1. снаряда (гранаты или картечи),
2. боевого заряда,
3. войлочных прокладок между зарядом и снарядом,
4. латунной цельнотянутой гильзы с запальной трубкой и капсюлем.

Гильза унитарного патрона соединяет в одно целое снаряд, заряд, запальную трубку и капсюль и служит обтюратором. Дно гильзы с закраиной, обточенными по конусу, отвечающему конической выточке на передней стенке замочного отверстия; закраина ограничивает продвижение гильзы в патронник и служит для захватывания экстрактором при выбрасывании стреляной гильзы. Боковые стенки гильзы образуют конус, скат и дульце, в которое вставляется снаряд. В центре дна гильзы имеется канал с уширением для вставки запальной трубки: последняя — цилиндрическая с цилиндрической головкой, плотно входящей в уширение канала гильзы; в головке трубки имеется гнездо для вставки капсюля, состоящего из латунной чашки с томпаковым колпачком, в дне которого запрессован взрывчатый состав, прикрытый фольговым кружком. Между гранатой и боевым зарядом прокладывается 5 кружков войлока в ¼", а между картечью и зарядом — один. В патроне 57 мм береговой скорострельной пушки заряд заключён в картуз из шёлковой ткани и затем уже вставлен в гильзу; кроме обыкновенной чугунной гранаты и картечи имеется стальная граната и стальная диафрагменная шрапнель.

## Обозначения патронов
В настоящее время в международной практике является более или менее общепринятой номенклатура обозначения патронов, разработанная Постоянной международной комиссией по испытанию ручного огнестрельного оружия) (CIP).
Обозначение патрона по методике C.I.P. включает в себя измеренные в мм калибр и длину гильзы, а также тип закраины.
Запись 7,62×54 мм R обозначает патрон калибра 7,62-мм с гильзой длиной 54 мм с выступающей закраиной (Rimmed). Запись 6,35×15 мм SR обозначает патрон калибра 6,35-мм с гильзой длиной 15 мм с кольцевой проточкой и частично выступающей закраиной (Semi Rimmed).
Тем не менее, данные обозначения используются далеко не всегда. Например, в США, Великобритании и некоторых других странах калибры патронов измеряются в дюймах (обозначения до сотых долей дюйма — в США, до тысячных — в Великобритании). Десятичная дробь, выражающая значение калибра, записывается без нуля в отсутствующей целой части и вместо запятой используется точка. Так патрон «Кольт» калибра 0,45 дюйма имеет обозначение «.45» и «.450». В обиходе часто употребляют выражение «45 калибр», «450 калибр». Длина гильзы не указывается.
В США вышеупомянутые патроны калибра 7,62 мм и 6,35 мм обозначили бы как .30 Russian и .25 ACP соответственно. Сама C.I.P. часто использует в своих публикациях коммерческие обозначения патронов, например, .505 Mag. Gibbs вместо 12,8×80 мм. При этом надо помнить, что не всегда калибры, указанные в миллиметрах, точно переводятся в дюймы и наоборот, исходя из соотношения 1 дюйм = 25,4 мм. Патроны .38, выпущенные в США, могут обозначаться там как 9-мм патроны, но 0,38 дюйма равны не 9 мм, а 9,65 мм. В то же время патроны калибра 9 мм обозначают иногда как .357, но 9 мм равны не 0,357 дюйма, а 0,354 дюйма. Обозначение .357 производители боеприпасов используют как индивидуальное обозначение для особо мощного 9 мм патрона.
Маркировки патронов, пригодных для использования с оружием конкретного калибра, необходимо выяснять у производителя оружия.

## Классификация патронов
1. По назначению
  1. Боевые
  2. Сигнальные (шумовые и светошумовые)
  3. Холостые
  4. Учебные
  5. Специальные (строительные)
  6. Чистящие (для очистки оружия)
  7. Травматические (поражающие элементы: резиновая, или пластиковая пуля, резиновая картечь, резиновая дробь), предназначены для временного выведения из строя людей без нанесения смертельных травм, но при некоторых условиях представляют опасность для жизни, например, с близкого расстояния.
2. По виду оружия:
  1. Винтовочно-пулемётные (в том числе крупнокалиберные)
  2. Промежуточные (в том числе малоимпульсные)
  3. Пистолетные
  4. Ружейные
  5. Револьверные
3. По типу снаряда:
  1. С обыкновенной пулей
  2. С пулей повышенной пробиваемости
  3. С уменьшенной скоростью пули
  4. С бронебойной пулей
  5. С трассирующей пулей
  6. С бронебойно-зажигательной пулей
  7. С бронебойно-зажигательной трассирующей пулей
  8. С зажигательной пулей мгновенного действия
  9. С пристрелочно-зажигательной пулей
  10. С экспансивной пулей
  11. С разрывной пулей
  12. Дробовые
  13. С химическим снарядом («газовые»)
  14. С травматическим снарядом (резиновой, пластиковой пулей или дробью, с солью и т. п.)
  15. Агитационные (снаряжённые листовками, которые высыпаются из снаряда после его подрыва в воздухе)
  16. Со специальным снарядом (строительным дюбелем и др.)
4. По способу воспламенения:
  1. Центрального воспламенения
  2. Кольцевого (бокового) воспламенения
  3. Шпилечные
  4. С электрическим воспламенением
5. По типу метательного заряда:
  1. Пороховые
  2. Пирожидкостные
6. По конструкции гильзы:
  1. Гильза с выступающей закраиной
  2. Гильза с невыступающей закраиной, образованной кольцевой проточкой
  3. Гильза с частично выступающей закраиной, образованной кольцевым выступом и проточкой
  4. Гильза без закраины
  5. Цельнометаллическая гильза
  6. Составная гильза
  7. Цельнотянутая гильза
  8. Комбинированная гильза (металло-пластмассовая или металло-бумажная)
  9. Безгильзовые

Современное казнозарядное оружие, как правило, изготавливается под конкретный патрон, а не наоборот.

## Типы патронов
Основная группа патронов. Предназначены для поражения живой силы и легко бронированной техники при стрельбе из винтовок, пулемётов, пистолетов, автоматов и другого оружия.
В основном это так называемые патроны центрального боя, то есть имеют капсюль-воспламенитель как самостоятельную единицу, расположенную по центру торца гильзы. В боевых патронах используются пули различного действия (обычные, бронебойные, зажигательные, трассирующие), но все они имеют оболочку из твёрдого металла и, как правило, твёрдый сердечник.
В современном стрелковом оружии Российского производства наиболее распространены патроны калибров 5,45×39 мм, 7,62 мм для различных видов оружия, 9×18 мм для пистолетов-пулемётов и пистолетов; для гладкоствольного оружия — патроны 12-го калибра.

### Пистолетные патроны
Пистолетные патроны используются в пистолетах, пистолетах-пулемётах, а также в некоторых револьверах. Эффективная дальность стрельбы — 50—300 метров (зависит от оружия и используемого патрона). В России наиболее распространён патрон 9×18 мм для пистолета Макарова, на Западе и в Европе — 9×19 мм Парабеллум с различными типами пули (бронебойной, трассирующей). В частных охранных структурах — патрон для служебного оружия 9×17 мм Курц (.380 Auto, 9 mm Browning Kurz). Самым маленьким из когда-либо созданных патронов центрального боя является 2,7-мм патрон, созданный для миниатюрного пистолета «Колибри». Все указанные патроны имеют гильзу с невыступающей закраиной, образованной кольцевой проточкой.

### Револьверные патроны
Первые револьверы были дульнозарядными, то есть в каждую из камор заряжался порох и пуля. Обычно револьвер дополнялся рычагом, который позволял туго дослать пулю в камору. Замок был капсюльным.
Первый револьвер под унитарный патрон изобретён парижским мастером Казимиром Лефоше в 1853 г. Патроны в системе Лефоше применялись шпилечные. Капсюль-воспламенитель в таком патроне находится внутри гильзы, сбоку из гильзы выступает тонкая металлическая шпилька, которая передаёт удар курка на капсюль. Шпилечные патроны устанавливаются в каморы барабана в строго определённом положении — шпилькой наружу, и требуют очень осторожного обращения. В настоящее время не применяются.
Характерным признаком револьверных патронов (например 7,62×38 мм Наган) является выступающая закраина — кольцевой выступ у основания гильзы. Назначение закраины — удерживать патрон в каморе барабана. Выступающую закраину имеют и некоторые винтовочные патроны, например отечественный 7,62×54 мм R.

### Промежуточные патроны
Промежуточный патрон — патрон для огнестрельного оружия, промежуточный по мощности между пистолетными и винтовочными патронами. Промежуточные патроны используются при стрельбе из автоматов (штурмовых винтовок), ручных пулемётов, карабинов. В России самый распространённый патрон 5,45×39 мм для автомата Калашникова, в странах НАТО — патрон 5,56×45 мм, перспективными считаются 6.8 mm Remington SPC (6,8×43 мм) и 6,5×39 мм Grendel (6,5×39 мм). Эффективная дальность стрельбы до 300—500 метров. Появление промежуточных патронов обусловлено тем, что к середине 40-х годов стало ясно, что пистолетные патроны при стрельбе из пистолетов-пулемётов имеют низкую поражающую способность на дальностях свыше 300 м, тогда как винтовочные патроны обладают избыточной мощностью для стрельбы на ходу и в режиме автоматического огня.
Все указанные патроны имеют невыступающую закраину, образованную кольцевой проточкой. Выступающая закраина препятствует плотному расположению патронов в магазине и затрудняет снаряжение магазина, а также усложняет конструкцию механизма перезаряжания.

### Винтовочные патроны
Поначалу унитарные металлические винтовочные патроны, на которые европейские армии перешли во второй половине XIX века, снаряжались дымным чёрным порохом и имели мушкетный калибр 14—16 мм и тупоконечную пулю с цилиндрической гильзой вроде 14×33 мм R Венцль (Винтовка Венцля), .577 Snider (Снайдер-Энфилд) и 15,24×40 мм R (Винтовка Крнка). Затем, ближе к концу века, был произведён переход на патроны 10—12 мм: такие, как 11×59 мм R Gras (Винтовка Гра), .577/450 Martini-Henry (Винтовка Пибоди-Мартини), 10,75×58 мм R (Винтовка Бердана), 11,15×58 мм R (Винтовка Верндля). Использовались они, в основном, в однозарядных винтовках. На рубеже XIX и XX веков произошёл переход на винтовочные патроны уменьшенного калибра 6,5—8 мм на более мощном бездымном порохе, снаряжавшихся в магазинные винтовки и пулемёты.
В настоящее время, винтовочные патроны в основном используются для стрельбы из пулемётов и снайперских/марксманских винтовок. Несмотря на то, что снайперские/марксманские винтовки могут использовать пулемётные патроны того же калибра, стандартным боеприпасом для них являются специальные снайперские патроны, обладающие значительно лучшей кучностью. От промежуточных патронов винтовочные отличаются бо́льшей энергией: они способны сохранять убойное действие на всей дальности полёта. На начало XXI века, на вооружении армий мира в основном находятся четыре винтовочных патрона:
- 7,5×55 мм — швейцарский патрон, используется только швейцарскими войсками, вытесняется 7,62×51 мм НАТО;
- 7,5×54 мм — французский патрон, постепенно вытесняется натовским 7,62×51 мм НАТО;
- 7,62×51 мм — стандартный винтовочный боеприпас армий НАТО, обеих Америк, союзников США в Восточной Азии (Япония, Южная Корея и др.) и других стран;
- 7,62×54 мм R — российский патрон распространённый в армиях стран бывшего СССР, части союзников СССР в странах Азии и Африки.

Ещё в начале XX века практически каждая страна Европы имела свой эксклюзивный патрон, которые теперь выпускаются редкими предприятиями (вроде «Први партизан») как «спортивные».
Список винтовочных патронов стоявших на вооружении
| Страна                         | Патрон                     |
| ------------------------------ | -------------------------- |
| Австро-Венгрия                 | 8×50 мм R Mannlicher       |
| Австрия/Венгрия                | 8×56 мм R                  |
| Аргентина                      | 7,65×53 мм Argentino       |
| Великобритания                 | 7,7×56 мм R                |
| Германская империя/Третий рейх | 7,92×57 мм                 |
| Греция                         | 6,5×54 мм Манлихер-Шенауер |
| Дания                          | 8×58 мм R                  |
| Испания                        | 7 × 57 мм                  |
| Италия                         | 6,5×52 мм Манлихер-Каркано |
| Италия                         | 7,35×51 мм Каркано         |
| Италия                         | 8×59 мм RB Breda           |
| НАТО                           | 7,62×51 мм                 |
| Нидерланды/Румыния             | 6,5×53 мм R                |
| Португалия                     | 6,5×58 мм Vergueiro        |
| Российская империя/СССР        | 7,62×54 мм R               |
| Сербия                         | 7×57 мм                    |
| США                            | 7,62×63 мм                 |
| Таиланд                        | 8×52 мм R                  |
| Финляндия                      | 7,62×53 мм R               |
| Франция                        | 8×50 мм R Лебель           |
| Франция                        | 7,5×54 мм                  |
| Швейцария                      | 7,5×55 мм Шмидт-Рубин      |
| Швеция/Норвегия                | 6,5×55 мм                  |
| Швеция                         | 8×63 мм                    |
| Япония                         | 6,5×50 мм Арисака          |
| Япония                         | 7,7×58 мм Арисака          |

### Пулемётные патроны
В межвоенный период распространение получили специальные патроны для пулемётов, особенно в тех странах, где стандартные винтовочные патроны были слишком слабы для использования в автоматическом оружии. Некоторые страны решили это путём разработки специализированных пулемётных патронов. Первыми эту практику начали голландцы, используя специальный 7,92×57 мм R с 1908 года. В Японии в 1929 утвердили полуфланцевый 7,7×58 мм SR для пулемётов Тип 89 и Тип 99. Норвегия приняла 7,92×61 мм в 1929 году, Швеция утвердила 8×63 мм в 1932, а Италия 8×59 мм RB Breda в 1935.
Конец Второй мировой войны ознаменовал окончание активного использования этих патронов, хотя некоторые использовались ещё некоторое время. Постепенно их всех сменили 7,62×51 мм НАТО и 7,62×54 мм R.
Примером отечественного винтовочного патрона, специально предназначенного для применения в пулемётах, является 7,62×54 мм R для пулемёта ШКАС. Геометрически этот патрон соответствует винтовочному, но конструктивно отличается от него — имеет гильзу с утолщением стенок, усиленное крепление капсюля и пули. В дополнение к номеру завода и году производства гильзы для ШКАСа клеймили буквой «Ш». Стрелять из ШКАС обычными винтовочными патронами запрещалось (они не выдерживали повышенных нагрузок в сверхскорострельном пулемёте), тогда как патроны ШКАС подходили к винтовкам и обычным пулемётам.

В крупнокалиберных пулемётах используются особо мощные патроны с большим (как правило 12,7 мм или больше) калибром: 12,7 мм, 13,2 мм, 14,5 мм и 15 мм. Ныне доминирующее положение в мире заняли советские 12,7×108 мм, 14,5×114 мм и американский 12,7×99 мм патроны. Указанные патроны имеют невыступающую за основание гильзы закраину, образованную кольцевой проточкой.

### Стандартные патроны НАТО
| Спецификация патрона             | Размер патрона, мм | Вес пули, г | Скорость пули, м/с | Энергия пули, Дж |
| -------------------------------- | ------------------ | ----------- | ------------------ | ---------------- |
| 7,62 мм НАТО (винтовочный)       | 7,62×51            | 9,33        | 838                | 3275             |
| 5,56 мм НАТО (промежуточный)     | 5,56×45            | 3,95—5,18   | 772—945            | 1700—1830        |
| 9×19 мм Парабеллум (пистолетный) | 9×19               | 4,08—9,53   | 300—580            | 380—700          |

## «Кувыркающиеся» пули
Большинство пуль (в первую очередь — винтовочных и промежуточных калибров), независимо от положения их центров масс, в тканях цели под действием сопротивления среды начинают поворачиваться («кувыркаться»). Кувыркание малокалиберных пуль является следствием сложного комплекса причин, среди которых можно назвать определённое соотношение длины и калибра пули, взаимное расположение центра сопротивления и центра массы пули и т. д. И поэтому было бы ошибочным называть малокалиберные пули пулями со смещённым центром тяжести и выдвигать это в качестве единственного объяснения их неустойчивости, тем более, что смещение центра массы пули ближе к её хвостовой части является баллистически обоснованным и характерно не только для малокалиберных, но и для 7,62-мм пуль. Довольно часто пули калибра 7,62 мм теряют устойчивость при ранениях груди с повреждением рёбер, а также после предварительного пробития защитных жилетов и шлемов.
Уникальность конструкции пули патрона 5,45x39 мм заключается в наличии полости в её головной части — она служит для смещения центра тяжести пули к основанию и, вероятно, способствует очень ранней потере устойчивости. В среднем 5,45-мм пуля начинает поворачиваться на глубине 7 см, но не разрушается, а пуля патрона М193 — на глубине 12 см. Однако, когда пуля патрона М193 начинает «рыскать», она разрушается, образуя продолговатые осколки вследствие излома по канавке на оболочке пули и последующего разрушения хвостовой части пули (у 5,45-мм патрона такой канавки нет). Это ведёт к возникновению обширных ран, сообщения о которых стали появляться с началом применения винтовки М16 в войне во Вьетнаме.
В 1980 г. один из депутатов Бундестага ФРГ сделал запрос министру обороны ФРГ о излишнем убойном действии и негуманности 5,45-мм пуль к автомату АК-74. используемому в Афганистане. На это был дан ответ, что у министра обороны ФРГ нет претензий к советскому 5,45-мм патрону в этом плане. В 1981 г. в адрес Советского правительства поступил аналогичный запрос от Международного Красного Креста и ООН. По результатам широких сравнительных испытаний этим организациям были представлены данные, демонстрирующие, что по убойному действию 5,45-мм пули несколько уступают пулям 5,56-мм патрона М193. Не подтвердили обоснованности требований о запрещении 5,56-мм патрона М193 на основе его негуманности и многочисленные симпозиумы по вопросам повреждающего действия пуль стрелкового оружия. Более того, случай выживания после даже нескольких ранений пулями 5.45 и 5.56 — не редкость.
Пули отечественных патронов, включая 7,62-мм винтовочный и автоматные калибра 5,45×39 мм и 7,62×39 мм, не разрушаются даже при стрельбе в упор на расстоянии 3 м. Иностранные пули 5,56-мм патрона М193, 5,56×45 мм патрона НАТО М109, 7,62×51 мм патрона НАТО производства ФРГ и Швеции разрушаются на осколки при стрельбе на дальности до 100 м и даже более, сильно повреждая ткани. Конечно, в отдельных случаях разрушение пуль возможно и при стрельбе 5,45-мм патронами при выстреле в упор или в случае попадания пули в кость. Но это уже неизбежная дань необходимой для боевого патрона мощности выстрела.
Следует иметь в виду, что аналогичное воздействие пуль калибра 7,62 мм существенно меньше, чем пуль калибра 5,45/5,56 мм: тяжесть ранения определяется не столько контактной скоростью пули, сколько величиной кинетической энергии, передаваемой тканям, и моментом максимальной передачи этой энергии на протяжении раневого канала.

## Охотничьи патроны
Охотничьи патроны предназначены преимущественно для стрельбы из длинноствольного нарезного или гладкоствольного оружия. Лишь патрон .22LR может быть использован для стрельбы из малокалиберных пистолетов.

### Охотничьи патроны к нарезному оружию (кроме .22LR)
Предназначены для охоты на зверя из винтовок и карабинов. Имеют гильзу с капсюлем центрального боя. Пуля состоит из твёрдой оболочки и мягкого свинцового сердечника. Использование термоупроченных стальных, бронебойных сердечников, а также пуль различного действия (разрывных, трассирующих) в охотничьих патронах не допускается законодательством.
Широко распространены патроны 7,62×54R (по армейской классификации 7,62×53), .308Win (7,62×51), 9×53R, 9,3×64, используются также и многие другие калибры.

### Охотничьи патроны.22LR(.22 Long Rifle)
Маломощный патрон кольцевого воспламенения может быть использован для охоты на мелкого зверя типа сурка, белок и т. п., а также для спортивной стрельбы.
Пуля патрона полностью свинцовая, иногда бывают и другие виды пуль. Капсюля как самостоятельной единицы не существует — ударный состав запрессован прямо в дно гильзы. Боёк при стрельбе таким патроном бьёт не в центр, а в периферическую часть донца гильзы.

### Патроны к гладкоствольному оружию
Имеют цилиндрическую гильзу из латуни, бумаги или пластмассы, капсюль центрального боя, в качестве поражающего элемента используют специальные пули, дробь или картечь. Как правило все эти элементы безоболочечные, изготовлены из свинца. Некоторые пули к гладкоствольному оружию способны стабилизироваться в полёте. Дробь и картечь имеют низкую эффективную дальность стрельбы, как правило, не более 40-60 метров.
В патронах используются различные прокладки и пыжи для исключения попадания пороха в дробь или высыпания дроби из патрона. Материал прокладок и пыжей картон, бумага и т. п. Также в патронах используются обтюраторы из полиэтилена и картона для предотвращения прорыва пороховых газов и увеличения тем самым скорости полёта снаряда. В современных патронах заводского изготовления в основном используются полиэтиленовые пыж-контейнеры, отлитые как единое целое и состоящие из обтюратора, амортизатора и контейнера, вмещающего дробь или картечь. Данный способ зарядки позволяет немного улучшить кучность выстрела дробью, также позволяет организовать снаряжение патронов на автоматической линии.

## Авиационные патроны
Авиационные пулемёты, как правило, используют ту же номенклатуру боеприпасов, что и пехотные. При этом автоматические авиационные пушки и пулемёты обладают большей скорострельностью и патроны к ним имеют более прочную конструкцию (см. ШКАС). Единственным исключением среди авиационных патронов, которые не имеют аналогов среди сухопутных боеприпасов являются двупульные патроны 12,7×108 мм для пулемёта ЯкБ-12,7. Специальными можно считать и патроны для синхронизируемых авиационных пулемётов (которыми можно было стрелять через винт самолёта), к которым предъявлялись дополнительные требования к конструкции и которые проверялись по более жёсткой программе.

## Патроны с трассирующей пулей
Патроны, пули в которых содержат специальный состав, загорающийся от пороховых газов, в результате пуля в полёте оставляет за собой светящийся след — «трассу».
Используются для стрельбы в ночное время, целеуказания и корректировки огня.
Недостатком этих патронов является сильное коррозионное действие (абляция) и перегрев ствола. Это особенно актуально для стволов снайперских винтовок.
Маркировка: носик пули окрашен в зелёный цвет.
По стандарту NATO цвет пули красный.

## Патроны с зажигательной пулей
Этот тип патронов содержит зажигательный состав, который воспламеняется из-за деформации оболочки при попадании пули в преграду. Маркировка: носик пули окрашен в красный цвет. Стандарт NATO — носик синего цвета.

## Патроны комбинированного действия
- Бронебойно-зажигательные пули (Б-32)

Сочетают действие бронебойных и зажигательных пуль. Таким образом повышается боевая эффективность.
Маркировка: носик пули окрашен в чёрный цвет с красным пояском.
- Бронебойно-зажигательные трассирующие пули (БЗТ)

Аналогичны пулям БЗ, но имеют в донной части стаканчик с трассирующим составом.
Маркировка: носик пули окрашен в фиолетовый цвет.

## Холостые патроны
Холостые патроны не имеют поражающего элемента; дульце гильзы у них просто завальцовано (обжато звёздочкой) для предотвращения высыпания пороха, либо, в случае необходимости сохранения длины патрона для корректной работы автоматики, пуля заменена на габаритную модель из легкоразрушаемого материала (обычно пластмассы, бумаги или полую деревянную). Несмотря на отсутствие поражающего элемента, холостые патроны также могут быть крайне опасными при стрельбе с небольшого расстояния и смертельными при стрельбе в упор. Есть данные о травмах и смертельных случаях при стрельбе холостыми патронами.
Холостые патроны в боевых условиях использовались для стрельбы ружейными и винтовочными гранатами.
В строительном и промышленном инструменте применяются специальные монтажные патроны.

## Газовые патроны
Газовые патроны используются для самообороны при стрельбе из газовых пистолетов или револьверов.
Назначение газовых патронов — выброс при выстреле кристаллического активного вещества-лакриматора на расстояние до 3 м.
Газовые патроны снаряжаются кристаллическим порошком (кристаллическое активное вещество) хлорбензальмалондинитрила (CS) или хлорацетофенона (CN). Поэтому на дне гильз, помимо маркировочного обозначения калибра, указывается фирма-изготовитель (SM, HS, Geco, Wadie, Sax, RWS), а также применяемое активное вещество — CS или CN.
Дульца гильз газовых патронов заливаются парафином (.22 lang, 6 мм); закатываются в виде «звёздочки» (9 мм, .45 short); либо имеют пластмассовую заглушку (8 мм, 9мм РА, .35). При выстреле пластмассовые заглушки не вылетают вместе с активным веществом, а разделяются на 4 лепестка и остаются внутри дульца.
Пластмассовые заглушки в газовых патронах имеют следующий цвет: жёлтый, если патрон снаряжён CS, и голубой, фиолетовый, белый (в зависимости от концентрации), если патрон снаряжён CN.

## Травматические патроны
Это патроны, в качестве поражающего элемента в которых используется не обычная металлическая пуля, а травматическая, чаще всего резиновая пуля. Иногда используются резиновые пули со стальным сердечником для увеличения дальности полёта и усиления травматического эффекта. На данный момент в России существуют 2 системы травматических боеприпасов: с электровоспламенением и классическим ударным воспламенением пороха. Патроны с электровоспламенением применяются в системах огнестрельного бесствольного оружия (например, семейства «Оса») обладают большей массой из-за стального сердечника. Патроны с классическим ударным воспламенением делятся на одно- и двупулевые. Пуля представляет собой резиновый шар без сердечника, который обладает малым весом. Воздействие пуль травматического оружия зависит от их типа.

## Безгильзовые патроны
Безгильзовый патрон — патрон, не имеющий металлической или твёрдой бумажной гильзы, подобной патрону охотничьего ружья, как компонента. Идея безгильзовых патронов появилась достаточно давно. Плюсами таких боеприпасов являются во-первых, упрощение работы автоматики за счёт отсутствия необходимости экстракции стреляной гильзы, а во-вторых, существенное облегчение патрона, что позволяет увеличить носимый стрелком боезапас. Недостатками безгильзового заряжания являются опасность самовоспламенения заряда от контакта с разогретыми частями оружия при интенсивной стрельбе (в традиционном гильзовом заряжании во-первых гильза довольно успешно изолирует порох от горячих частей, а во-вторых при выбросе уносит значительную часть тепла, так что оружие разогревается медленнее), а также проблемы с обтюрацией, приводящие к прорыву пороховых газов в механизм — при традиционном заряжании раздуваемая пороховыми газами гильза достаточно успешно изолирует патронник от остальных частей конструкции.
Наиболее известной моделью ручного стрелкового оружия под безгильзовый боеприпас (DM11 4.7х33 мм) является штурмовая винтовка G11 немецкой фирмы Heckler & Koch. Разработки винтовки и, соответственно, патрона под неё были начаты ещё в конце 60-х годов. Разработка патрона DM11 завершилась к середине 80-х, при этом инженерами была решена основная проблема безгильзовых патронов — самовоспламенение патрона при интенсивной стрельбе. Для этого было разработано метательное вещество на основе нитрамина, имевшее высокую температуру воспламенения и позволявшее прессовать из него патронные блоки произвольной формы. Однако выявился большой недостаток этого патрона — чувствительность к температуре окружающей среды, из-за чего при температуре ниже нуля по Цельсию начальная скорость пули значительно падала. Значительное снижение военных расходов с завершением Холодной Войны, не позволившее решить проблемы с обтюрацией, а также огромная сложность и дороговизна самой винтовки, привели к закрытию проекта в 1991 году.
Помимо DM11, некоторые компании также разрабатывали оружие под безгильзовые патроны. Наибольшего успеха в этой области добилась австрийская фирма Voere, выпустив охотничью винтовку Voere VEC-91 под безгильзовый патрон 5,7×27 мм UCC.
Кроме ручного стрелкового оружия, безгильзовые боеприпасы успешно используются в артиллерии, где в орудие отдельно заряжаются сначала снаряд, а затем картузы с порохом. Это называется «раздельное (картузное) заряжание».

## Бесшумные патроны
Патроны с толстостенной гильзой и пробкой-пыжом, обеспечивающим отсечку пороховых газов. В момент выстрела пробка-пыж под действием пороховых газов движется вперёд, выталкивает пулю, после чего упирается в сужение и не выходит из гильзы, запирая в ней пороховые газы и обеспечивая бесшумность. Пуля в таких патронах — дозвуковая, что обеспечивает отсутствие баллистического хлопка.
Один из подходов к комплексному решению проблемы бесшумности предполагает, что только патрон с дозвуковой скоростью пули позволяет радикально уменьшить звук выстрела, так как при выстреле со сверхзвуковой скоростью полёта пули даже при идеальном глушении звука выстрела остаётся звук, образуемый ударной волной.

## Патроны к пороховому инструменту
Патроны к пороховому инструменту используются как источник энергии для выполнения какой-либо работы. Наибольшее распространение получили строительно-монтажные пистолеты, используемые для забивания стальных дюбель-гвоздей в сталь, бетон, кирпич при креплении к ним металлических конструкций. В России и мире самые распространённые калибры монтажных патронов 6,8/11 и 6,8/18.
Монтажные патроны 6,8/11 и 6,8/18 являются патронами кольцевого воспламенения, состоят из гильзы с запрессованным ударным составом, в гильзу насыпан порох, а дульце гильзы обжато звёздочкой подобно холостым патронам. Строго говоря, монтажный патрон можно отнести к холостым, но заряд пороха в монтажных патронах пропорционален предполагаемой работе, в отличие от холостых зарядов. Следует знать, что в монтажных патронах применяется быстрогорящий порох, а гильза имеет тонкие стенки, что затрудняет или исключает переснаряжение монтажного патрона пулей для применения в самодельном оружии.
Патроны выпускаются нескольких уровней мощностей, самые мощные — чёрные (или фиолетовые), затем идут красные, синие, зелёные, жёлтые и белые.

## Учебные патроны
Учебные патроны или учебные выстрелы для артиллерийских орудий по форме соответствуют боевым, но полностью лишены разрывных, метательных, инициирующих или зажигательных материалов — обезврежены. Они также называются инертными. Обычно учебные патроны имеют легко заметные на глаз и/или на ощупь отличия от боевых патронов. Используются для обучения работе с оружием и боеприпасами (например, для тренировки навыков заряжания / разряжания оружия, снаряжания и разряжания магазина, навыков работы с машинками для набивки пулемётных лент) или для демонстрации.

## Требования, предъявляемые к патронам
Основными требованиями, предъявляемыми к патронам, являются безопасность в обращении, для боевых патронов — также и высокая надёжность функционирования.
Для обеспечения безопасности и стандартизации оружия и патронов была создана Постоянная Международная Комиссия, заседающая в Брюсселе, к которой присоединилась и Россия. Требования комиссии распространяются на всё гражданское оружие и законодательно закреплены в Российской Федерации. Большинство боевого оружия также де-факто соответствует этим требованиям. Так называемые таблицы ПМК (или C.I.P.) содержат требования к максимальным размерам патронов и минимальным размерам патронников для каждого типа патрона, а также предельные давления пороховых газов и методику их измерения. Потребительские качества не регламентируются.
Кроме этого, патроны должны удовлетворять следующим требованиям:
- Для самозарядного оружия минимальное значение наибольшего давления пороховых газов должно быть не ниже уровня, достаточного для работы механизма перезаряжания.
- Кучность, то есть рассеивание при стрельбе из жёстко закреплённого оружия, в серии выстрелов не должна превышать определённого радиуса.
- Точность массы навески пороха. Разброс массовых и физико-химических характеристик порохового заряда вызывает колебания максимального давления пороховых газов от выстрела к выстрелу, что увеличивает рассеивание пуль, а также может привести к отказам оружия при стрельбе.
- Разброс характеристик воспламеняющих устройств также приводит к колебаниям максимального давления пороховых газов, а иногда и к осечкам.
- Бронепробиваемость (только для боевых патронов). Определяется стрельбой по бронеплите определённой толщины, закреплённой на определённой дистанции, иногда под углом. Из серии выстрелов 80 или 90 % сердечников должны оставлять сквозные отверстия.

Боевые качества оружия — прежде всего его эффективность и, в значительной степени, манёвренность — определяются баллистическими характеристиками выбранного патрона. Устройство патрона оказывает существенное влияние и на надёжность оружия. Увеличение жёсткости пули отрицательно сказывается на живучести ствола.
Точность изготовления элементов патрона влияет на эффективность и надёжность оружия. Как правило, допуска на размеры патронов или пуль задаются с точностью до 0,01 мм. Контрольный инструмент имеет точность 0,001 мм. От точности изготовления гильзы и её прочности во многом зависят функциональная надёжность запирающих механизмов оружия, ударных механизмов и безопасность обращения с боеприпасами.